# Introducing the Hardline According to Terence Trent D'Arby
Albums de Terence Trent D'Arby
Neither Fish Nor Flesh
(1989)
Introducing the Hardline According to Terence Trent D'Arby est le premier album studio de Terence Trent D'Arby, sorti le 13 juillet 1987.

## L'album
Cet album est co-produit par Martyn Ware de la British Electric Foundation. Le titre Wishing Well atteint la 1re place des charts aux États-Unis et en Australie et la 2e au Royaume-Uni. L'album est plusieurs fois disque de platine et a reçu plusieurs récompenses aux Grammy Awards. Il fait partie des 1001 albums qu'il faut avoir écoutés dans sa vie.

### Titres
Tous les titres sont de Terence Trent d'Arby, sauf mentions.
- 1 - If You All Get to Heaven (5:17)
- 2 - If You Let Me Stay (3:14)
- 3 - Wishing Well (D'Arby, Sean Oliver) (3:30)
- 4 - I'll Never Turn My Back on You (Father's Words) (3:37)
- 5 - Dance, Little Sister (3:55)
- 6 - Seven More Days (4:32)
- 7 - Let's Go Forward (5:32)
- 8 - Rain (2:58)
- 9 - Sign Your Name (4:37)
- 10 - As Yet Untitled (5:33)
- 11 - Who's Lovin' You (William Robinson) (4:24)

### Musiciens
- Terence Trent D'Arby : Voix, claviers, piano, batterie, percussion, saxophone baryton
- Bruce Smith, Preston Heyman, Clive Mngaza : batterie, percussions
- Sean Oliver, Phil Spalding, Cass Lewis : Basse
- Nick Plytas, Andy Whitmore : claviers
- Pete Glenister, Blast Murray, Tim Cansfield : guitares
- Christian Marsac : guitares, saxophone
- Ivar Ybrad : Sinubla (percussions)
- Glenn Gregory, Tony Jackson, Frank Collins, Ebo Ross : voix
- Chris Cameron : cordes